# Paddy O'Day
Paddy O'Day är en amerikansk dramakomedifilm från 1936 i regi av Lewis Seiler. I huvudrollerna ses Jane Withers, Pinky Tomlin och Rita Hayworth (som Rita Cansino).

## Rollista i urval
- Jane Withers – Paddy O'Day
- Pinky Tomlin - Roy Ford (som Ray Ford)
- Rita Hayworth - Tamara Petrovitch (som Rita Cansino)
- Jane Darwell - Dora
- George Givot - Mischa
- Francis Ford - officer McGuire
- Vera Lewis - tant Flora
- Louise Carter - tant Jane
- Russell Simpson - Benton